# أسطورة المثليين النازيين

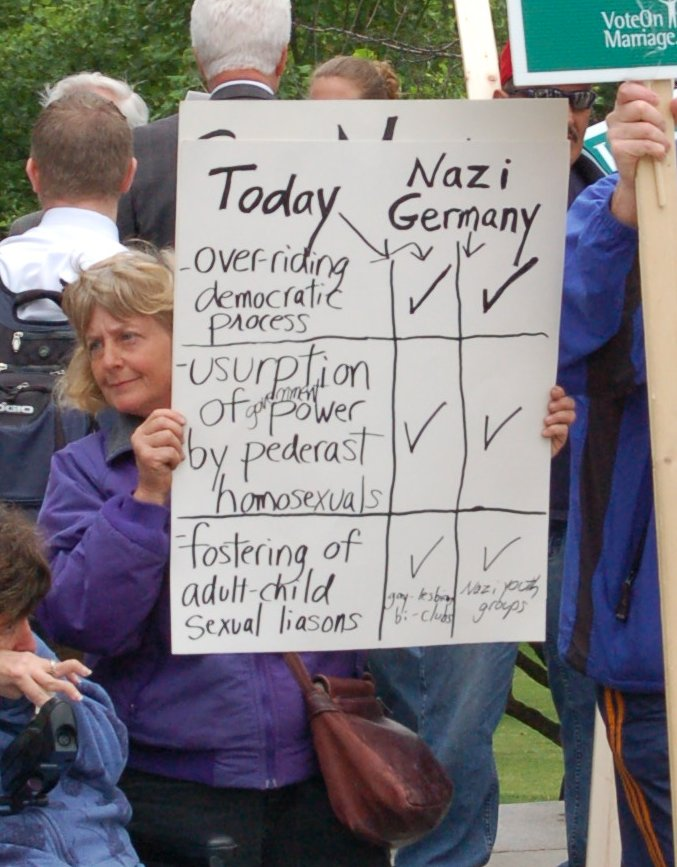
معارضة للزواج من نفس الجنس في بوسطن في 2007.

هناك أسطورة منتشرة منذ زمن طويل تزعم أن المثلية كانت منتشرةً في الحزب النازي. تم الترويج لهذه الأسطورة من قبل العديد من الأفراد والجماعات قبل وبعد الحرب العالمية الثانية، وخاصةً من قبل الألمان اليساريين خلال الحقبة النازية واليمين المسيحي في الولايات المتحدة مؤخرًا. على الرغم من انضمام بعض الرجال المثليين إلى الحزب النازي، لا يوجد دليل على أنهم كانوا منتشرين بكثرة في الحزب. انتقد النازيون المثلية واضطهدوا الرجال المثليين بشدة، لدرجة قتلهم بشكل جماعي. لذلك، يعتبر المؤرخون أن هذه الأسطورة ليس لها أساس من الصحة.

## نظرة عامة
في ألمانيا النازية، تم اضطهاد المثليين. أُلقي القبض على نحو 100000 شخص مثلي، وأدين 50000 شخص، واحتجز ما بين 5000 و15000 شخص في معسكرات الاعتقال النازية، حيث أُجبروا على ارتداء شارات على شكل مثلث وردي. خضع البعض للإخصاء أو غيرها من التجارب البشرية النازية التي هدفت إلى «علاج» المثلية. وقع أدولف هتلر مرسومًا يفيد بإعدام قوات الإس إس والشرطة الذين يمارسون الأنشطة المثلية. وفقًا لوري مرهوفر، انتمى عدد قليل من الرجال المثليين إلى فصيل سري داخل الحزب النازي يؤيد تحرير المثليين بينما يشوه سمعة النسويات واليهود واليساريين. أكدت الدعاية النازية أن «تحرير المثليين كان مؤامرةً يهودية لإضعاف أخلاق الفولك الألماني». في عام 1928، رد الحزب النازي على سؤال حول موقفه من الفقرة 175، أي القانون الألماني الذي يجرم المثلية، وكتب أن «حتى أي شخص يفكر في الحب المثلي هو عدونا».

## نظرة تاريخية

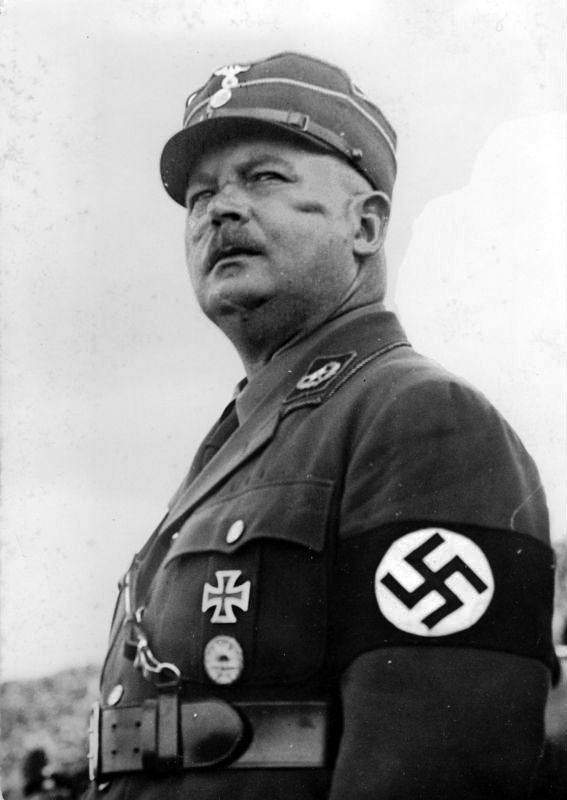
إرنست روم:
كانوا الوحيديين الذين ينادون هتلر ب(بالألمانية: du) والذي يعني أنت هيرمان غورينغ وجوزيف غوبلز وارنست روم، وكان روم الوحيد الذي يناديه أدولف وليس زعيمي، وعلى أثر التنافس الموجود بين أعضاء لحزب النازي والاحقاد المتنامية وخوفاً من قوة روم وسلطته على ال SA، وخصوصاً انه كان مثلي الجنس.

### الأصل
هذه الأسطورة قديمة قدم الحزب النازي نفسه تقريبًا. كان الحزب الاشتراكي الديمقراطي الألماني (إس بّي دي) والحزب الشيوعي الألماني (كاي بّي دي) من المؤيدين الأساسيين لإلغاء الفقرة 175، القانون الألماني الذي يجرم المثلية، لكنهم أيضًا استخدموا القانون بشكل انتهازي لاتهام المعارضين السياسيين بالمثلية. يقول المؤرخ كريستوفر ديلون أنه "على الرغم من عدم أخلاقية تصرف الحزب الاشتراكي الديموقراطي الألماني ... فقد كان تكتيكًا ذكيًا من الناحية السياسية". أثناء مواجهة صعود النازية، استغلوا الصورة النمطية التي تربط المثلية بالنزعة العسكرية التي نشأت خلال قضية أولينبورج واستغلوا مثلية بعض النازيين، خاصةً  لنشر الدعاية. في عام 1927 مثلًا، قام نواب الحزب الاشتراكي الديمقراطي بمضايقة النائب النازي فيلهلم فريك، وهم يهتفون «هتلر، هايل هايل هايل. هايل يولنبرغ!» بعد أن دعا فريك إلى عقوبات قاسية على المثليين. في عام 1931، كشف الحزب الاشتراكي الديمقراطي عن مثلية روم في محاولة لمنع أو تأخير استيلاء النازيين على السلطة في وقت شعر فيه المدافعون عن ديمقراطية فايمار بأن الخيارات آخذة بالنفاذ.
كانت التكهنات حول المثلية المفترضة للعديد من القادة النازيين، خاصة رودولف هيس وبالدور فون شيراش وهتلر نفسه، شائعةً في وسائل الإعلام المعارضة الألمانية المنفية. في الاتحاد السوفيتي، ادعى مكسيم غوركي أن «القضاء على المثليين سينهي الفاشية». استمر اليساريون، حتى أولئك الذين كانوا مثليين، في النفور من جميع أنواع الجنس غير الأحادي أو المثلي. كان على مناهضي الفاشية المثليين إخفاء ميولهم لتجنب الرفض.
بالغ هتلر في تضخيم وجود المثليين في كتيبة العاصفة (إس إيه) لتبرير تطهير قيادة الكتيبة عام 1934 (ليلة السكاكين الطويلة). وفقًا للمؤرخ البريطاني دانيال سيمنز، كان النازيون، وليس اليساريون، هم المسؤولون الأساسيون عن انتشار السمعة المثلية لكتيبة العاصفة.

رفض مناهضون آخرون للنازية، على غرار كورت توشولسكي الذي عبر عن رأيه في الصحيفة اليساري الليبرالي، المسرح العالمي Die Weltbühne، في عام 1932، مهاجمة المعارضين في أمور تخص حياتهم الشخصية. فيما يتعلق بفضيحة روم، علق قائلًا: «نحن نحارب قانون الفقرة 175، في كل مكان نستطيع، لذلك يجب ألا ننضم إلى أولئك الذين يريدون إقصاء رجل من المجتمع بسبب مثليته». كتب الكاتب الألماني كلاوس مان (الذي كان مثليًا) في مقال جدلي بعنوان «النائب واليسار» (1934)، أن المثليين أصبحوا «يهود مناهضي الفاشية». استنتج مان:
في الرايخ الثالث، كان يتم بانتظام اعتقال المثليين ووضعهم في معسكرات عمل أو حتى إخصائهم وإعدامهم. خارج ألمانيا يتعرض المثليون للسخرية في الصحافة اليسارية ومجتمع المهاجرين الألمان. لقد وصلنا إلى مرحلة أصبح فيها المثليون كبش فداء من جميع الجوانب. على أي حال، لن يتم «استئصال» المثلية، وإذا حدث ذلك، فستصبح الحضارة أكثر ضعفًا.
على الرغم من أن مان كان أحد أبرز المثقفين من الألمان المنفيين، فقد تم تجاهل مقالته.

### نائب ألمانيا الوطني
في عام 1945، نشر صموئيل إيغرا، الذي كان يهوديًا ألمانيًا قضى فترة الحرب في إنجلترا، كتابًا بعنوان نائب ألمانيا الوطني، مدعيًا أن «هناك علاقة سببية بين الانحراف الجنسي الجماعي» وجرائم الحرب الألمانية خلال الحربين العالميتين. كان هذا عنصرًا جديدًا ولم يكن موجودًا في الخطاب المناهض للفاشية في ثلاثينات القرن العشرين. نقل إيغرا عن الدبلوماسي البريطاني روبرت سمالبونز، الذي كتب في عام 1938 أن «السبب وراء هذا التفشي للقسوة السادية قد يعود للانتشار الكبير للانحراف الجنسي، وخاصةً الجنس المثلي، في ألمانيا.» وبما أن الديانتين المسيحية واليهودية تدينان المثلية، «كان اليهود الأعداء الطبيعيين للقادة النازيين المثليين مثل هتلر وروم». كتب إيغرا:
أعتقد أنه من المعقول القول بأن القوى النفسية التي أطلقت العنان للفظائع السادية في معسكرات الاعتقال والقتل الجماعي في ألمانيا ... والفظائع اللاحقة في البلدان المحتلة يمكن أن تُعزى بشكل أساسي إلى مصدر واحد، ألا وهو الانحراف الأخلاقي الذي انتشر بين القادة النازيين والذي تجسد في هتلر نفسه.
يصف الباحث البريطاني جريجوري وودز كتاب إيغرا بأنه يمثل «سعيًا مستدامًا ومهووسًا بأسطورة المثلية الفاشية». تُعتبر حجج إيغرا ضعيفةً بسبب فشله في تفسير الاضطهاد النازي للمثليين أو في تبرير ادعائه بأن المثلية تزيد من معاداة السامية. وفقًا لوودز، فإن ادعاءات إيغرا «عادت للظهور خلال فترات منتظمة منذ الحرب».

### الأنشطة المناهضة لمجتمع الميم
روج بات روبرتسون أيضًا لفكرة النازيين المثليين، مدعيًا أن «العديد من الأشخاص المتعاونين مع أدولف هتلر كانوا عبدة شياطين. الكثير منهم مثليون. ويبدو أن هناك توافق بين المجموعتين». تم الترويج للفكرة في كتاب الصليب المعقوف الوردي: المثلية في الحزب النازي، المنشور عام 1996 بقلم سكوت ليفلي وكيفين أبرامز. اكتسب هذا الارتباط المزعوم بين المثلية والنازية بعض الشعبية في اليمين الأمريكي، ويُورج له من قبل مجموعات على غرار جمعية الأسرة الأمريكية. في عام 1993، أرسل معهد أبحاث الأسرة السؤال التالي إلى أحد الصحف: «هل كان هتلر الشاب عاهرًا مثليًا؟»، مستشهدًا بكتاب إيغرا كدليل على أن هتلر كان مثليًا قبل صعوده إلى السلطة. ادعت جماعة مناهضة للمثلية في تحالف مواطني أوريغون ما يلي:
كانت المثلية عنصرًا مركزيًا في النظام الفاشي، وكانت المثلية وممارسة الجنس مع الصبيان متفشيتان بين النخبة النازية، ولقد أحاط أدولف هتلر نفسه عن قصد بالمثليين طوال حياته البالغة، وكان المثليون مسؤولين بشكل رئيسي عن العديد من الفظائع النازية.
في عام 2015، أثارت التصريحات التي تفيد بأن نشطاء مجتمع الميم كانوا «متنمرين مثليين فاشيين»، وأن هتلر كان مثليًا، جدلًا أدى إلى طرد مسؤول اللجنة الوطنية الجمهورية برايان فيشر. ادعى فيشر أيضًا أن الحزب النازي تأسس في «حانة للمثليين في ميونخ»، وأن النازيين الذين كانوا «مثليين بشدة» هم فقط من تمكنوا من التقدم في مراتب الحزب، وأن «النشطاء المثليين ... سيعاملونكم كما عامل النازيون خصومهم في ألمانيا النازية». خلال الاستفتاء الأيرلندي لعام 2015 بشأن زواج المثليين، ادعى عالم النفس والمعارض لزواج المثلين جيرارد فان دن أردويغ «أن الحزب النازي» كان متجذرًا «في المثلية». في الفيلم الوثائقي Death of a Nation من عام 2018، الذي أشاد به دونالد ترامب جونيور، ادعى دينيش ديسوزا أن هتلر لم يضطهد المثليين في ألمانيا النازية.

## رد الفعل

### تاريخيًا
تعترف عالمة الاجتماع الأمريكية آرلين شتاين بأنه على الرغم من وجود درجة من النزعة الجنسية المثلية في الرياضة والثقافة البدنية النازية، التي وُجهت إلى «العسكرية والوحشية والتثبيتات الأيديولوجية للشخصيات القيادية القوية»، فهذا لا يثبت الادعاءات التي تدعو إلى إعادة النظر في الموضوع. تشير إلى أن النازيين «ربطوا المثلية بانعدام الرجولة»، الأمر الذي هدد قيم الأسرة التقليدية التي روجت لها الدعاية النازية. كتب عالم الاجتماع الألماني إروين جاي. هيبرل: «غالبًا ما يفترض الطلاب العاديون للنازية أن هتلر والعديد من القادة النازيين كانوا في الأصل متسامحين مع المثلية، وأن قيادة كتيبة العاصفة مثلًا كانت مثلية، وأن التعصب ضد المثلية ظهر فقط بعد مقتل روم وأصدقائه عام 1934. مع ذلك، فإن كل هذه الافتراضات خاطئة».
لا يوجد دليل على أن المثليين كانوا منتشرين بكثرة في الحزب النازي، وهو أمر يعتبره سيمنز غير مرجحٍ بسبب السياسات النازية المعادية للمثلية. يستنج المؤرخ لوري مارهوفر أنه: «على الرغم قِدم الفكرة وتقلبها وتجددها في سياقات مختلفة وحتى استمتاع المؤرخين ذوي السمعة الطيبة بها في بعض الأحيان، فإن أسطورة النازيين المثليين ليس لها أساس تاريخي».
وفقًا للمؤرخ الأمريكي أندرو واكرفوس في كتاب عائلات ستورمتروبرز Stormtrooper Families، فقد أيد كل من هتلر وليفلي فكرة وجود «طائفة شريرة» داخل كتيبة العاصفة كانت «مسؤولةً عن زيادة الفاشية»، ولكن في الواقع، كان أعضاء كتيبة العاصفة المثليين جزءً من شبكة مغايرة جنسيًا، ذات نطاق أوسع، لم تكن شريرةً بشكل خاص. يؤكد واكرفوس أن «الغالبية العظمى من المثليين كانوا مناهضين للفاشية، بينما كانت الغالبية العظمى من الفاشيين من المغايرين جنسيًا»، وأنه لا يوجد شيء فاشي متأصل في المثلية أو العكس. في مجلة تاريخ الجنسانية، يرى إريك إن. جنسن أن العلاقة بين المثلية والنازية هو تكرار لـ «أسطورة خبيثة ... دُحضت منذ فترة طويلة» من قِبل «دراسات جادة». في سبعينات القرن العشرين، بدأ المثليون والمثليات باستخدام رمز المثلث الوردي، جزئيًا كمحاولة لدحض «الأسطورة الخبيثة التي نشرها مناهضو الفاشية بأن النازيين كانوا مثليين»، على حد تعبير المؤرخ جوناثان نيد كاتز. وصف المؤرخ جوناثان زيمرمان الادعاء بأن «المثليين ساعدوا النازية على الظهور في ألمانيا» بأنه «كذبة صريحة».
في عام 2014، كتب المؤرخ الثقافي الألماني أندرياس بريتزل أن «الصدى الخيالي للنازيين المثليين، الذي استُغل لعقود لتهميش والتقليل من شأن اضطهاد المثليين، قد تلاشى إلى حد كبير. بالتالي أصبح الادعاء الضمني بالذنب الجماعي للمثليين المضطهدين جزءً من تاريخ الاضطهاد النازي للمثليين.» في المقابل، كتب سيمنز في عام 2017 أن «الصورة المبتذلة» للمثليين النازيين «لا تزال راسخة بقوة في الصور الثقافية للحركة النازية».

### الغرض
يجادل واكرفوس أنه من خلال «مساواة الانحراف الجنسي والانحراف السياسي»، يمكن للقراء «الاعتقاد بسذاجة بأن مجتمعاتهم ودوائرهم الاجتماعية وأنفسهم لا يمكن أن تقتنع بالإغراءات الفاشية». من وجهة نظره، فإن «صورة النازي المثلي لها عواقب حقيقية للغاية على السياسة الحديثة» على الرغم من ندرة المثليين النازيين الفعليين. وفقًا لشتاين، فإن مؤيدي نظرية المثليين النازيين المعاصرين في اليمين الديني لديهم أربعة أهداف رئيسية:
1. تجريد المثليين من صفة "الضحية" لتقليل الدعم العام لحقوق مجتمع الميم.
2. توليد عداء بين الناخبين اليهود ومجتمع الميم، اللذان يُعتبران جماعتان تقدميتان تقليديًا.
3. إظهار أوجه التشابه بين المسيحيين المحافظين واليهود.
4. إضفاء شرعية على فكرة اضطهاد المسيحيين في الولايات المتحدة.